# Introduzione agli algoritmi
Introduzione agli algoritmi e strutture dati (Introduction to Algorithms) è un libro di Thomas H. Cormen, Charles E. Leiserson, Ronald L. Rivest e Clifford Stein.
Edito da McGraw-Hill.
È usato come libro di testo nei corsi di algoritmi in molte università.
La prima edizione del libro di testo non includeva come autore Stein, e così il libro divenne conosciuto con l'acronimo CLR.
Dopo l'aggiunta del quarto autore nella seconda edizione, molti si riferiscono al libro con CLRS.
Il libro è accompagnato anche da un Cd-Rom con esempi in Java.